# Dicranomyia nitidithorax
Dicranomyia nitidithorax är en tvåvingeart som beskrevs av Senior-white 1922. Dicranomyia nitidithorax ingår i släktet Dicranomyia och familjen småharkrankar. Inga underarter finns listade i Catalogue of Life.